# Seututie 309
Pour les articles homonymes, voir Route 309.
La route régionale 309 (finnois : Seututie 309) est une route régionale allant de Sääksjärvi à Lempäälä jusqu'à Hervanta a Tampere en Finlande,,.

## Présentation
La seututie 309 est une route régionale de Pirkanmaa qui part de Sääksjärvi à Lempäälä, passe au nord de Höytämö et vajusqu'à Hervanta.
La route régionale est assez courte, environ sept kilomètres de long. 
La route traverse un terrain vallonné et boisé. 
La route relie directement les routes nationales 3 et 9 au nouveau quartier de Vuores et à Hervanta.

## Deuxième rocade de Tampere
Le plan régional de Pirkanmaa projette l'extension de l'actuelle route régionale 309 en tant que deuxième rocade de Tampere, desservant l'ouest de Sääksjärvi, l'aéroport de Tampere-Pirkkala et à Lentola à l'Est d'Hervanta.